# Dominik Koepfer
Dominik Koepfer (nació el 29 de abril de 1994), escrito también Köpfer, es un jugador de tenis alemán. Logró llegar a los octavos de final en el Abierto de Estados Unidos 2019 viniendo desde las clasificaciones. Además tuvo una destacada participación en el Masters de Roma 2020, llegando a cuartos de final también desde la fase de clasificación. 
Logró su ranking ATP de sencillos más alto el 10 de mayo de 2021, ubicándose en el puesto 50 del ranking.
Hizo su debut en Grand Slam en el Campeonato de Wimbledon 2019 tras recibir un wild card después de ganar el Challenger de Ilkley. Alcanzó la segunda ronda en "La Catedral". También clasificó al Abierto de Estados Unidos 2019, en el que llegó a la cuarta ronda perdiendo en cuatro sets ante el eventual finalista Daniil Medvédev.

## Títulos ATP (0; 0+0)

### Dobles (0)
| Leyenda              |
| Grand Slam (0)       |
| ATP Finals (0)       |
| ATP Masters 1000 (0) |
| ATP 500 (0)          |
| ATP 250 (0)          |

#### Finalista (1)
| N.º | Fecha               | Torneo    | Superficie | Pareja        | Oponente en la final                     | Resultado |
| --- | ------------------- | --------- | ---------- | ------------- | ---------------------------------------- | --------- |
| 1.  | 5 de agosto de 2023 | Los Cabos | Dura       | Andrew Harris | Santiago González Édouard Roger-Vasselin | 4-6, 5-7  |

## Títulos ATP Challenger

### Individual (5)
| N.° | Fecha                   | Torneo                         | Superficie    | Oponente en la final   | Resultado        |
| --- | ----------------------- | ------------------------------ | ------------- | ---------------------- | ---------------- |
| 1.  | 23 de junio de 2019     | Challenger de Ilkley           | Hierba        | Dennis Novak           | 3-6, 6-3, 7-6(5) |
| 2.  | 13 de noviembre de 2022 | Challenger de Calgary          | Dura (i)      | Aleksandar Vukic       | 6-2, 6-4         |
| 3.  | 1 de abril de 2023      | Challenger de Ciudad de México | Tierra batida | Thiago Agustín Tirante | 2-6, 6-4, 6-2    |
| 3.  | 20 de mayo de 2023      | Challenger de Ciudad de Turín  | Tierra batida | Federico Gaio          | 6-7(5), 6-2, 6-0 |
| 5.  | 7 de enero de 2024      | Challenger de Canberra         | Dura          | Jakub Menšík           | 6-3, 6-2         |